# Старогольское (Орловская область)
Старогольское — село в Новодеревеньковском районе Орловской области России. 
Административный центр Старогольского сельского поселения в рамках организации местного самоуправления и центр Старогольского сельсовета в рамках административно-территориального устройства.

## География
Расположено на возвышенном месте, изрезанном балками и оврагами, там, где речка Гоголь (старое название - Мокрый Гоголь) в своем движении делает крутой поворот с севера на восток, на пути именуемым ранее "Муравским шляхом".

## Население
| 2002 | 2010 |
| ---- | ---- |
| 229  | ↗238 |

В 1831 году в приходе церкви Богоявления Господня села Старогольских числилось 3787 человек. В приход входили жители самого села (198 однодворцев и 23 крепостных крестьян), а также жители сельца Гордоново, деревни Благодать, деревни Ивановская, деревни Михайловская, Лисички тож, деревни Отрада, сельца Смоленского, деревни Воейковой, сельца Евлани и Евланских выселок, хутора Волыского, сельца Юрьевки, сельца Пасынково и деревни Нижние Гольские. В 1860 году число прихожан увеличилось до 3964 человек.

## История
Село Старогольско́е основано, вероятно, в период создания новой "Белгородской черты" в первой половине XVII века. Первое название - сельцо Богоявленское (по имени одноименной церкви Богоявления Господня). В 1642 году были описаны селения Городского стана города Ефремова, в частности, деревни в бассейне реки Гоголь между рекой Мечей и Муравским шляхом, в который и входило село до конца XVIII века.
Интенсивное заселение села и его окрестностей (населенных пунктов с названиями Гордоново, Ивановская, Благодать, Смоленское-Вельяминово, Елагино, Мертвый хутор-Юрьев лес, Евлань-Ртищево, Нижние Гольские, Юрьевка-Маслово, Пасынково-Пасынки и др.) началось после Азовских походов Петра I. В 1719 году в селе проживало более 400 душ мужского пола: однодворцы - Касиновы, Елагины, Шумские, Жабины, Головины, Уткины, Шипиловы, Шаталовы, Глатковы, а также крепостные крестьяне помещиков Ф.П.Гордона, Ф.С.Елагина, В.К.Вельяминова, Ф.П.Горяинова. К 1762 году к вотчинам вышеуказанных помещиков добавились владения помещиков Ртищевых, Скуратовых, Волконских, Масловых, Пучковых, Воейковых, Темяшевых, Радивиловых и др.
До 1924 года село и его окрестности входили в Ефремовский уезд Тульской губернии. В 1924 году вошло в Волынский район, который в период 1924—1963 гг. переходил из одной области в другую (Тульская, Центрально-Чернозёмная, Курская, Орловская, Липецкая). В 1963 году с упразднением Волынского района, село вошло в Новодеревеньковский район Орловской области.

## Экономика
СПК «Золотой колос».

## Достопримечательности
Каменная церковь Богоявления Господня (Богоявленская) построена в 1828 году княжной, девицей Александрой Дмитриевной Горчаковой, прихожанкой Воскресенской церкви села Дарищ. Престолов в церкви три: во имя Богоявления Господня; Архангела Михаила; Святителя и Чудотворца Николая Мирликийского . Восстановлена в 1991-м году. Близ храма сохранилась могила князя Николая Дмитриевича Горчакова (1788-†09.07.1847).
В двух километрах к западу от Старогольского находилась усадьба Серебряный Колодезь, в 1898-1908 гг. принадлежавшая родителям писателя и поэта Андрея Белого, который в эти годы  почти каждое лето в ней подолгу жил. Сейчас на месте усадьбы лишь руины и остатки сада.